# Kriegerdenkmal Nienburg (Saale)

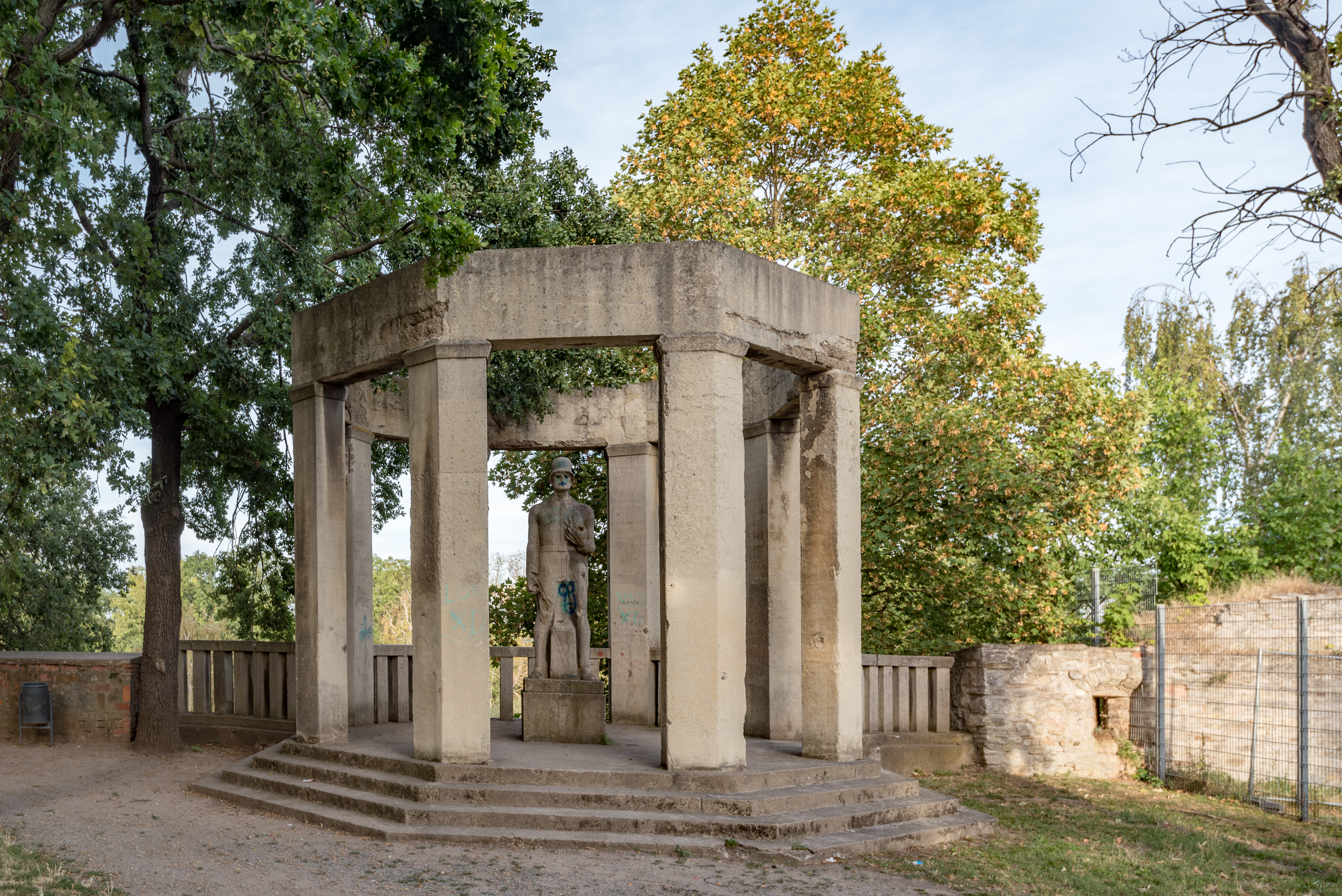
Kriegerdenkmal Nienburg (Saale), 2018

Das Kriegerdenkmal in Nienburg (Saale) ist eine denkmalgeschützte Gedenkstätte im Salzlandkreis. Es ist im Denkmalverzeichnis von Sachsen-Anhalt mit der Erfassungsnummer 094 60179 eingetragen.

## Lage
Am Goetheplatz von Nienburg südöstlich der Klosterkirche und oberhalb der Bode steht die Gedenkanlage am östlichen Ende eines Weges. Um die Wirkung zu erhöhen, wurde eine Baumreihe gepflanzt, die eine kleine Allee zum Denkmal hinführt. Diese sollte bewusst eine Sichtachse zum Markt und Rathaus ermöglichen. Der Hang zur Bode hin wurde mit einer Brüstung ausgestattet, die das Denkmal hinterfängt und auf der Stadtmauer aufsitzt. Zudem gab es an dem Denkmal einen Tannenhain.

## Geschichte
Im Jahr 1927 wurde in Nienburg eine Gedenkstätte für die Gefallenen des Ersten Weltkriegs eingeweiht, die vom Baurat Wendler entworfen wurde. Sie wurde wiederholt Opfer von Vandalismus. Eine Sanierung war aus Kostengründen bisher nicht möglich.

## Beschreibung
Auf einem Stufenpodest steht das tempelartige Oktogon, in dessen Mitte sich die Plastik eines Soldaten mit Stahlhelm befindet. An den acht Säulen wurden die Namen der Gefallenen angebracht, die aber teils nur noch schwer zu lesen sind, so dass die genaue Anzahl der Toten, derer hier gedacht wird, nicht zu ermitteln ist. Über 170 Namen konnten rekonstruiert werden. Im oberen Bereich findet sich die Widmung DIE STADT NIENBURG IHREN IM WELTKRIEG GEFALLENEN SÖHNEN ZUM EHRENDEN GEDENKEN. Oberhalb von jeder der Säulen befand sich eine Adlerfigur in Trauergeste. Diese sind allerdings nicht erhalten, da man sie Anfang des 21. Jahrhunderts aus Sicherheitsgründen abbaute. Die lebensgroße Figur des Kriegers wird in trauernder Pose dargestellt und greift sich ans Herz.